# Ed Siebert
Ed Siebert (Stanley Smith Masters) född 9 maj 1903 död 1984, var engelsk kompositör som skrev bland annat The Biggest Blooming Marrow in the World och Bees-a-Buzzin.